# Madonna dei Pellegrini
Die Madonna dei Pellegrini (Pilgermadonna) oder Madonna di Loreto (Loreto-Madonna) ist ein Ölgemälde von Michelangelo Merisi da Caravaggio (1571–1610), das zwischen 1604 und 1606 entstand. Es befindet sich in der Cappella Cavalletti der Basilika Sant’Agostino in Campo Marzio in Rom, einer der bedeutenden Kirchen auf der Pilgerstraße von der Porta Flaminia zum Petersdom. Das Sujet des Bildes nimmt dies auf.

## Geschichte
Am 14. September 1603 erhielt die Witwe von Ermete Cavalletti, einem Mitglied der Erzbruderschaft Santissima Trinità dei Pellegrini und Buchhalter der Apostolischen Kammer (Computista della Camera Apostolica), in der Basilika Sant’Agostino in Rom von den Augustinern eine Kapelle zugesprochen. Sie ließ sie gemäß dem letzten Willen ihres Mannes, der dort begraben ist, der Madonna von Loreto weihen. Ermete Cavalletti war kurz vor seinem Tod am 21. Juli 1602 mit der Planung einer von seiner Bruderschaft veranstalteten Pilgerfahrt zum Marienheiligtum von Loreto beauftragt. Die Pilger in Loreto kamen barfuß und küssten, dem Brauch gemäß, sowohl die Stufen zur Kirche als auch die Schwelle des von ihr umschlossenen Hauses Mariens, das der Legende nach Engel aus Palästina nach Loreto gebracht hatten. Die Männer taten dies barhäuptig, während die Frauen ihre Kopfbedeckung aufbehielten. Nicht anders waren die Pilger des Heiligen Jahres 1600 in Rom empfangen worden. Deren manifest religiös konnotierte Armut galt als heilig.
Die Erben Cavallettis beauftragten Caravaggio mit der Anfertigung eines Altarbildes für diese Kapelle. Zu den Mitgliedern der Bruderschaft gehörten wichtige Auftraggeber Caravaggios wie Ottavio Costa, Vicenzo Giustiniani und Ciriaco Mattei, so dass der Auftrag durch diese oder durch die Augustiner direkt vermittelt wurde. Caravaggio war durch vorausgehende Werke an zwei nahen Wirkungsstätten bekannt: für die Cappella Cerasi in der Augustinerkirche Santa Maria del Popolo hatte er die Gemälde Die Bekehrung des hl. Paulus und Die Kreuzigung Petri gemalt und 1599 den Auftrag erhalten für die Berufung des hl. Matthäus in der Cappella Contarelli der Kirche San Luigi dei Francesi.
Über die Entstehungsgeschichte des Bildes sind bisher keine weiteren gesicherten Fakten überliefert. Am 2. März 1606 entfernten die Augustiner das vom Vorbesitzer stammende Vesperbild am Altar der Kapelle und übergaben es dem Kardinal Scipione Borghese. Im gleichen Jahr wurde die Kapelle umgebaut, der neue Marmoraltar gesetzt und das Altarbild nachweislich in der Kapelle an seinem vorgesehenen Platz angebracht.
Als eines der bedeutenden öffentlichen Werke Caravaggios wird es von namhaften Kunsttheoretikern und Kunsthistoriker des 17. Jahrhunderts wie Giulio Mancini, Giovanni Pietro Bellori, Joachim von Sandrart und Filippo Baldinucci erwähnt und heftig kritisiert. Aufgrund der großen Naturnähe der Details, insbesondere der Darstellung von Armut und Demut einfacher Pilger aus dem Volk, erregte es großes Aufsehen. Die ungewohnte äußere Profanität und Nüchternheit, die unklassische „Würdelosigkeit“ der durch keine Mittel heroisiert dargestellten Figuren bedingte den Vorwurf des mangelnden „Anstands“ (decoro). Man nannte Caravaggio daraufhin, mit einiger Berechtigung, den „Maler der schmutzigen Füße“. Giovanni Baglione, einer der Intimfeinde und Konkurrenten Caravaggios, schreibt in seiner Künstlerbiographie, es habe „unter den Leuten ein heftiges Geschnatter (schiamazzo) begonnen“. Nicht mehr die historische Bildtradition der maniera grande, sondern die nackte Alltagsrealität besitzt nun auf einmal höchste Verweismöglichkeiten innerhalb des Bildes. Caravaggio leitete so die Abkehr vom Manierismus ein und beeinflusste durch seinen neuen Stil und seine Werke eine ganze Künstlergeneration, nahezu in ganz Europa.

## Beschreibung
Das Bild zeigt die mit einer Gloriole gekrönte Madonna in rot und blau getöntem Gewand, in ihren Armen das auf einem weißen Tuch ruhende Jesuskind. Die Madonna steht mit nackten Füßen, in der klassischen Haltung der antiken Statue der Thusnelda, auf der steinernen Stufe eines breiten Portals mit fein gearbeitetem Marmorrahmen – Maria als Symbol für die Kirche nimmt die Pilger auf. Beide grüßen und zollen den vor ihnen knienden Personen Aufmerksamkeit, das Christuskind hat segnend seinen rechten Arm erhoben. Besonders bemerkenswert ist die Nackenlinie der Madonna, die der Norditaliener Lorenzo Lotto bereits kultiviert hatte. Caravaggio setzte sie auch bei anderen Bildern ein, z. B. bei der Gottesmutter in Ruhe auf der Flucht und der Palafrenieri-Madonna. Die Haltung symbolisiert Verletzlichkeit, Demut und im Besonderen die Hingabe zum Kind, zu Jesus.
Vor der Madonna mit dem Kind knien zwei Pilger, ein Mann und eine Frau mit gefalteten Händen. Der Mann trägt einen ledernen Schulterumhang, seinen Pilgerstab an die Schulter gelehnt. Die nackten Füße des armen Pilgers, dem Betrachter direkt zugewandt, sind von der langen Pilgerreise schmutzig und geschwollen. Er ist begleitet von einer alten Frau mit einer einfachen Kopfbedeckung und ebenfalls einem Pilgerstab. Auffällig ist der Kontrast der Bekleidung der Jungfrau und der beiden Pilger. Diese sind in einfacher und ärmlicher Aufmachung präsentiert. Das angrenzende Mauerwerk zeigt deutliche Spuren der Alterung – rohe Ziegel und herausgebrochener Putz verdeutlichen dies. Beim dargestellten Haus handelt es sich symbolisch um das Haus Mariens in Nazareth.
Hier ist eine der expressiven Neuerungen Caravaggios zu erkennen: Die göttliche Welt der Jungfrau und des Kindes öffnet sich einer Menschheit mit schmutzigen Füßen. Die Hinterseite des Pilgers drängt sich dem Betrachter förmlich auf. Es wird ihm das Irdische der menschlichen Existenz auch in Gegenwart des Göttlichen vor Augen geführt. Caravaggio folgt hier dem Vorbild Michelangelos, der die berühmteste Rückenansicht der Kunstgeschichte malte: die Gottvaters bei der Schöpfung der Sonne und des Mondes an der Decke der Sixtinischen Kapelle.
Die kompositorische Diagonale unterstützend, fällt helles Licht von links oben auf die Szene und hebt die Madonna mit dem Kind sowie die beiden Pilger vom dunklen Hintergrund ab.
Die Ausführung in der Chiaroscuro-Technik wird durch Caravaggio in dramatischer Form überhöht und begründet so einen neuen Ausdruck der Bildgestaltung, den Tenebrismus. In einer kaum durch räumliche Angaben definierten Bühne müssen sich die Figuren und Gegenstände in ihrer körperlichen Schwere gegen das umgebende Dunkel behaupten. Nicht reale Lichtquellen beleuchten die Szene, sondern eingesetzte, außerhalb des Bildgeschehens liegende Strahlenbündel modellieren die einzelnen Figuren. Darüber hinaus dient der Hell-Dunkel-Kontrast der dramatischen Steigerung des Bildgedankens. Die reliefhafte Zueinanderordnung der wenigen Figuren, die starke Reduzierung auf wenige Bildinhalte, die durch Licht und Schatten unterstützte Bewegung, der strenge Aufbau der Komposition und der modellhafte Realismus ohne übertriebenes Pathos in den Pilgergestalten steigern sich gegenseitig in ihrer Wirkung.

## Trivia
In der älteren Literatur wird vielfach berichtet, eine Geliebte Caravaggios namens Lena habe für die Pilgermadonna, die Palafrenieri-Madonna und den Tod Mariens Modell gestanden. Die Grundlage für diese Annahme ist eine sechzig Jahre später von Giovanni Battista Passeri erfundene Rührgeschichte vom ehrbaren, armen Mädchen, das Caravaggio Modell gestanden und den Heiratsantrag eines Notars abgelehnt habe.